# Miranda Otto
Miranda Otto, född 16 december 1967 i Brisbane, Queensland, är en australisk skådespelare.
Hon är bland annat känd för sin roll som Éowyn i Sagan om Ringen-trilogin. Hon är dotter till skådespelaren Barry Otto.

## Filmografi i urval
- 1992 – The Last Days of Chez Nous, Annie
- 1997 – Doing Time for Patsy Cline, Patsy
- 1998 – Den tunna röda linjen, Marty Bell
- 2001 – Dolt under ytan, Mary Feur
- 2001 – Human Nature, Gabrielle
- 2002 – Doctor Sleep, Clara Strother
- 2002 – Sagan om de två tornen, Éowyn
- 2003 – Sagan om konungens återkomst, Éowyn
- 2004 – Flight of the Phoenix, Kelly
- 2005 – Världarnas krig, Mary Ann Ferrier
- 2014 – I, Frankenstein, Leonore
- 2014 – The Homesman
- 2015 – Homeland (TV-serie)
- 2015 – Dottern
- 2020 – Downhill